# Rudelsdorf (Heideland)
Rudelsdorf ist ein Ortsteil der Gemeinde Heideland im Saale-Holzland-Kreis in Thüringen, die Teil der Verwaltungsgemeinschaft Heideland-Elstertal-Schkölen ist.

## Geografie
Rudelsdorf, Lindau und Königshofen liegen westlich der Bundesautobahn 9, die sogar deren Gemarkungen durchschneidet. Diese Dörfer liegen im ländlichen Raum und werden von der Landesstraße 1073 an die Stadt Eisenberg und an die Anschlussstelle der Bundesautobahn geführt. Dieser ländliche Raum wird von einer bewaldeten Welle durchzogen, in der ein Fließgewässer verläuft.

## Geschichte
Rudelsdorf wurde 1350 urkundlich erstmals erwähnt. Nach der Wende bildeten die Bauern des Heidelandes die Agrargenossenschaft Buchheim-Crossen e.G., um die Arbeit auf dem Lande zu organisieren.
Das Schalmeienorchester Lindau/Rudelsdorf ist ein gefragter Klangkörper vom Lande.